# Seraumont
Seraumont település Franciaországban, Vosges megyében. Lakosainak száma 31 fő (2022. január 1.). Seraumont Les Roises, Vaudeville-le-Haut, Chermisey, Coussey, Domrémy-la-Pucelle és Sionne községekkel határos.

## Népesség
A település népessége az elmúlt években az alábbi módon változott:
| Lakosok száma | 48   | 47   | 43   | 38   | 34   | 34   | 32   | 31   |
|               | 2013 | 2015 | 2017 | 2018 | 2019 | 2020 | 2021 | 2022 |